# HP Palm

Logo vor der Übernahme

Das Unternehmen Palm Inc. war ein US-amerikanischer Hersteller von PDAs (Personal Digital Assistant) und Smartphones. Im April 2010 wurde Palm von Hewlett-Packard übernommen. Seit Oktober 2010 firmierte das Unternehmen daher unter dem Namen HP Palm. Mittlerweile wurde Palm seitens HP aufgegeben. 2015 verkaufte HP die Namensrechte an den chinesischen Electronic-Konzern TCL Corporation.

## Firmengeschichte

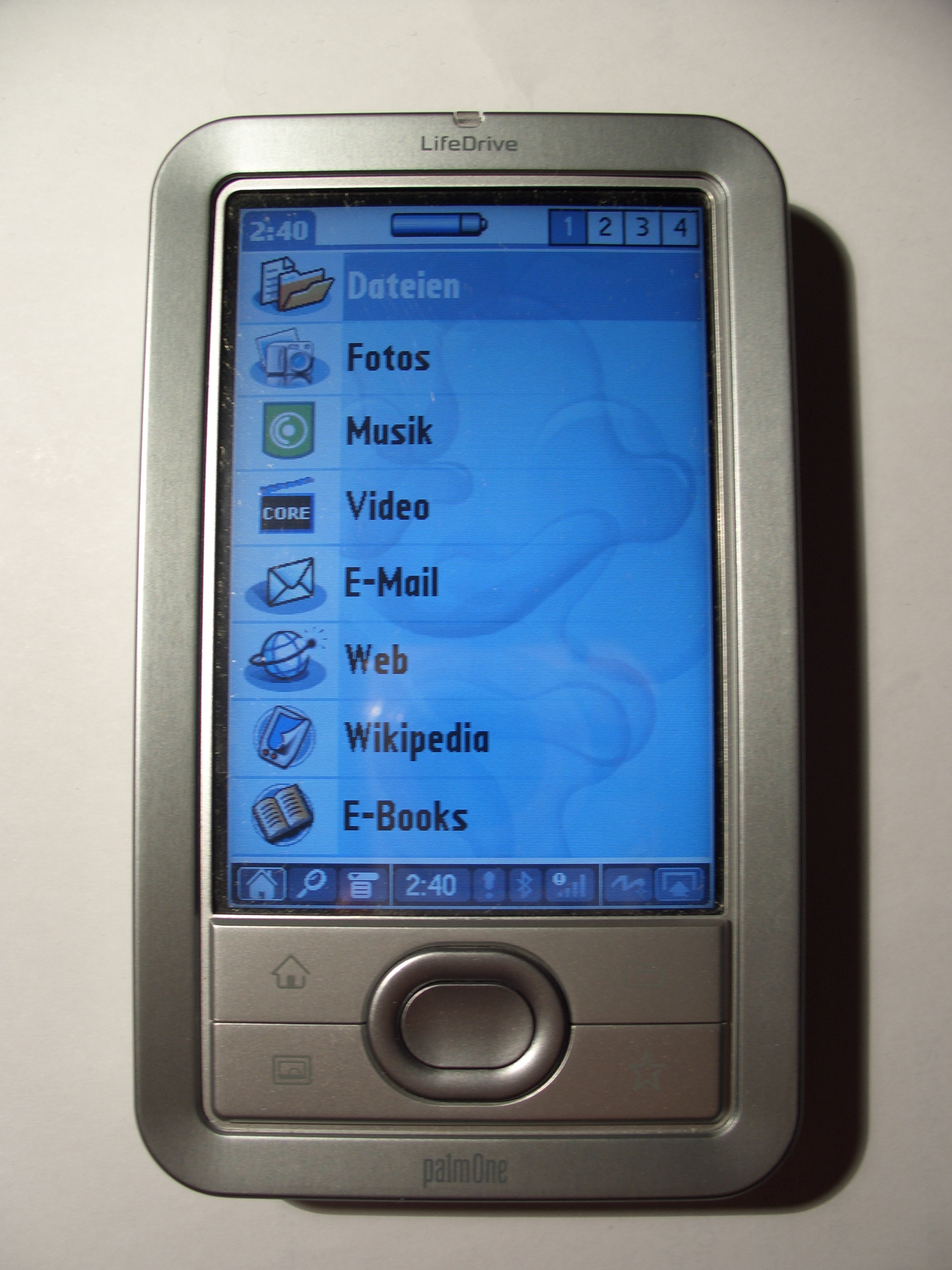
Das LifeDrive, ein PDA von PalmOne

### Anfänge
Palm wurde 1992 von Jeff Hawkins, Ed Colligan und Donna Dubinsky gegründet. Das Kapital zur Gründung des Unternehmens stammte u. a. von Tandy. Palm gewann nach und nach neben Tandy weitere Partner, wie Casio, GeoWorks oder AOL. Das erste Produkt von Palm war der Zoomer, der im Oktober 1993 kurz nach dem vergleichbaren Newton von Apple auf den Markt kam. Der Zoomer war ein Flop auf dem neu entstehenden PDA-Markt und die Partner von Palm verloren das Interesse. Durch den Misserfolg des Zoomer und die Entwicklung eines Nachfolgers in finanzielle Schwierigkeiten geraten, wurde Palm 1996 von U.S. Robotics für 44 Millionen US-Dollar übernommen und konnte, da nun wieder Kapital vorhanden war, noch im April desselben Jahres den „Pilot“ auf den Markt bringen. Im März 1997 kaufte 3Com US Robotics für 7,8 Milliarden US-Dollar und damit auch Palm. Ab Dezember 1997 war es auch anderen Unternehmen möglich, das Betriebssystem Palm OS zu lizenzieren. Im März 2000 wurde die Palm Inc. an der Börse gelistet. Seit August 2003 hieß die Hardware-Abteilung von Palm palmOne. Die Software-Abteilung, die Palm OS entwickelt hatte, wurde in ein unabhängiges Unternehmen namens PalmSource ausgelagert. Diese Abspaltung erfolgte nicht im Streit, sondern war seit längerer Zeit geplant. Seit Anfang Juli 2005 firmiert das Unternehmen wieder unter dem Namen palm, Inc. Ende April 2010 übernahm HP Palm, Inc. für eine Summe von 1,2 Milliarden US-Dollar (914 Millionen Euro).

### Konkurrenz durch Microsoft
Palm hat die Form der stiftgesteuerten Taschencomputer miterfunden und hatte für lange Zeit ein Quasi-Monopol. Die Palm-Geräte zeichneten sich durch ein einfach zu erlernendes und ressourcenschonendes Betriebssystem und über einen langen Zeitraum nahezu unveränderte Hardware aus. Nahezu der komplette Handheld-Markt wurde von den von Palm entwickelten Geräten oder von Geräten anderer Firmen, die das Palm-Betriebssystem verwendeten, beherrscht.
Das änderte sich, als Microsoft nach der Jahrtausendwende Anstalten machte, mit seinen Pocket PCs den Handheld-Markt umzukrempeln. Waren die ersten Geräte noch fehleranfällig und etwas teuer, so gelang es im zweiten Anlauf doch, mit verbesserten Geräten von Casio, HP, Compaq und vielen anderen Herstellern in den Markt einzudringen.
Im Unterschied zur damals minimalen Ausstattung der Palm-Handhelds boten die Pocket PCs schnelle Prozessoren, viel Farbe, Sound und ein Windows-ähnliches Betriebssystem. Die Pocket PCs begannen Palm die Marktanteile abzunehmen.

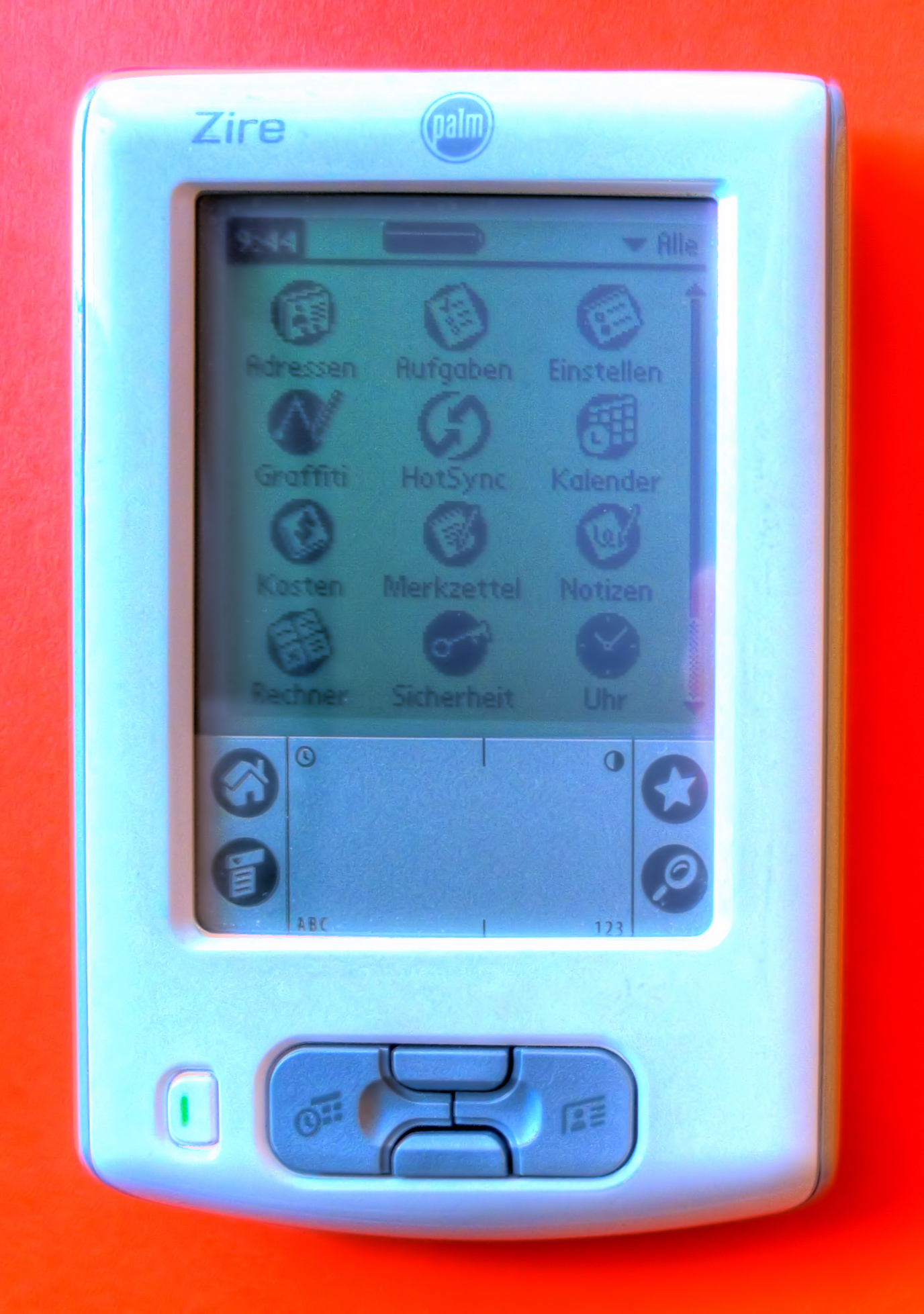
Palm Zire (2002)

Daraufhin erschien mit dem Tungsten T der erste Palm-OS-5-Handheld. Er bot ein hochauflösendes Farbdisplay, einen schnellen Prozessor und „richtigen“ Sound (im Gegensatz zu den Piepstönen früherer Palms). Zuvor hatte bereits Sony mit den Clié-Handhelds Geräte mit besserem Display, Sound und einer für Multimedia-Anwendungen modifizierten Version von Palm OS auf den Markt gebracht.
Der Tungsten T markierte den Anfang einer kompletten Modernisierung der Palm-Produktpalette. Die alten Palms aus der m- und III-Serie wurden komplett von einem zweigeteilten Angebot aus Tungsten und Zire verdrängt. Alle Geräte boten nun einen ARM-Prozessor mit Taktfrequenzen zwischen 200 und 400 MHz, einen Erweiterungsslot für SD-/MMC-Cards und das aktuelle Betriebssystem. Bis auf den Zire 31 und dem Z22, deren Farbdisplays nur eine Auflösung von 160×160px boten, arbeiteten alle Geräte mit einem hochauflösenden Farbbildschirm.
Im Oktober 2004 fusionierte Palm mit der von den Gründern von Palm gegründeten Firma Handspring. Handspring entwickelte aus Palm-PDAs den Handspring Treo, eine an mobiler Kommunikation ausgerichtete Handheld-Serie, von denen fast alle ein eingebautes Mobiltelefon hatten. Das Flaggschiff-Produkt Handsprings, der Treo, war eines der ersten Smartphones, wurde von Palm weiterentwickelt und Anfang 2006 auch in einer Variante mit dem Microsoft-Betriebssystem Windows Mobile 5.0 auf den Markt gebracht.

### WebOS
Da die letzte öffentliche Version 5.4 von Palm OS, die mittlerweile in Garnet umbenannt wurde, einige technische Beschränkungen hatte, die unter anderem die Nutzung von Technologien wie UMTS oder WLAN schwierig machten, konnte die Hardware-Ausstattung der neueren Palm-Geräte kaum mit der anderer Hersteller, die Windows Mobile lizenzierten, mithalten. Hinzu kam als neuer Konkurrent das Apple iPhone.
Um wieder größere Marktanteile zu erlangen, setzte Palm auf das neuentwickelte Betriebssystem WebOS, das den Arbeitsnamen Nova hatte. Auf der CES 2009 gab Palm erste Details dazu bekannt und stellte als erstes Gerät mit dem Betriebssystem den Palm Pre vor.

### Übernahme durch Hewlett-Packard
Die Verkaufszahlen des Pre blieben weit hinter den Erwartungen zurück, was zwischen Herbst 2009 und Frühjahr 2010 zu einem Einbruch des Aktienkurses um 69 % sowie zu Übernahmegerüchten führte. Am 19. April 2010 wurde bekannt, dass Palms Softwarechef Michael Abbot das Unternehmen verlassen würde. Einen Tag später meldete das Wall Street Journal, dass die große US-Handelskette RadioShack ab sofort keine Palm-Produkte mehr im Sortiment habe. Knapp eine Woche später, am 28. April 2010, gaben Hewlett-Packard und Palm offiziell bekannt, dass HP Palm aufkaufen werde.

### Chronik
- Im Jahr 1996 kommen Pilot 1000 und Pilot 5000 auf den Markt.
- Mitte 1997 arbeiten mehr als 2.000 Entwickler an Software für die kleinen Computer unter Palm OS
- Im Dezember 1997 beginnt das Unternehmen, Palm-OS-Lizenzen an andere Hardwarehersteller zu vergeben
- Im September 1998 lizenziert das von ehemaligen Palm-Angestellten gegründete Unternehmen Handspring das Palm OS – ihre „Visors“ werden die ersten Handhelds mit einem (proprietären) Erweiterungssteckplatz (dem Springboard) sein.
- Ende 1998 gibt es über 3.500 Entwickler für Palm-OS Software.
- Im Februar 1999 kommt der Palm V auf den Markt, der sich von seinen Vorgängermodellen (Palm III) durch sein elegantes, flaches Metallgehäuse unterscheidet (Industriedesign von IDEO).
- Mitte 1999 gibt es mehr als 13.000 Palm-OS-Entwickler.
- Im Oktober 1999 lizenziert auch Nokia das Palm OS, wird es jedoch niemals verwenden.
- Im Februar 2000 kommt der erste Palm Handheld mit einem farbigen Display auf den Markt – er heißt IIIc und hat ein TFT-Farbdisplay, das bei einer Auflösung von 160×160 256 Farben darstellen kann.
- Im April 2000 gibt es mehr als 65.000 Entwickler für PalmSoftware.
- Im März 2001 kommt der erste Palm mit E-Mail und Internetfähigkeiten auf den Markt.
- Im März 2001 wird peanutpress.com als erster E-Book-Anbieter für den Palm gegründet.
- Im Mai 2001 werden mehr als 10.000 Anwendungen für Palm OS registriert.
- Im Juni 2001 erhalten die Handhelds von Palm Unterstützung für SD/MMC-Karten.
- Im August 2001 wird „Documents To Go“ von Dataviz jedem Palm mitgegeben. Der Palm kann damit Word- und Excel-Dateien nach Synchronisation bearbeiten.
- Im August 2001 wird der Betriebssystemhersteller Be Incorporated (BeOS) von Palm für 11 Millionen US-Dollar aufgekauft.
- Im Januar 2002 wurden insgesamt mehr als 20.000.000 Geräte mit Palm OS verkauft.
- Im September 2002 kommen die ersten mit ARM-Prozessor bestückten Palm-Handhelds auf den Markt.
- Im Oktober 2002 kommt der preiswerteste Handheld seiner Zeit, der Zire, zu einem Preis von 99,- Dollar auf den Markt und wird zum Verkaufsschlager.
- Im Oktober 2002 investiert Sony in PalmSource.
- Im November 2002 kommt der erste Palm mit OS 5, Tungsten T, auf den Markt. Außerdem das Smartphone Tungsten W mit OS4 – beide haben eine höhere Bildschirmauflösung von 320×320 Pixeln.
- Im Mai 2003 kommt der dritte Tungsten, der Tungsten C, mit WLAN auf den Markt.
- Im September 2003 bringt das Unternehmen Garmin den Garmin iQue 3600 mit Palm OS 5 und GPS auf den Markt.
- Im Oktober 2003 löst der Tungsten T2 den Tungsten T ab. Er besitzt einen transflektiven Bildschirm und mehr RAM.
- Im Oktober 2003 kauft Palm Solutions das Unternehmen Handspring, eine Ausgründung ehemaliger Palm-Mitarbeiter, und deren Zugpferd, das Smartphone Treo 600.
- Im Dezember 2003 kommt der Tungsten E auf den Markt und der Tungsten T3 löst den Tungsten T2 ab.
- Im April 2004 erscheinen die neuen Geräte Zire 31 und 72. Mit dem alten Zire, der technisch noch zur m-Serie gehörte, haben sie nichts mehr gemeinsam. Es handelt sich um erschwingliche Geräte, die aber mit der aktuellen Technologie (ARM-Prozessoren und das Betriebssystem Palm OS 5) ausgestattet sind. Dies markiert auch die überfällige Aufgabe der veralteten Technologie der m-Serie. Die Produktpalette ist jetzt nur noch aufgeteilt in die Business-Geräte Tungsten und die Consumer-Geräte aus der Zire-Serie.
- Im Oktober 2004 kommt der Tungsten T5 auf den Markt; hier werden erstmals 256 MB Flash-RAM als nicht-flüchtiger Speicher eingesetzt, so ist der Palm gegen das Verlieren von Daten durch Entladen der Batterie geschützt (vgl. NVFS).
- Im Oktober 2004 wird der Treo 650 als erste PalmOne-Weiterentwicklung der Smartphone-Reihe in Amerika vorgestellt, in Deutschland im März 2005. Er besitzt wie der Tungsten T5 nichtflüchtigen Speicher mit NVFS. Im Gegensatz zu seinem Vorgängermodell 600 besitzt er u. a. ein höher auflösendes Display (320×320) und eine Bluetooth-Schnittstelle.
- Im März 2005 ist der Treo 650 nun auch in Deutschland verfügbar.
- Im April 2005 bringt PalmOne den Tungsten E2 auf den Markt. Der Nachfolger des Tungsten E bietet unter anderem schnellere Prozessorleistung, ein Display mit 262.144 statt 65.536 Farben und Bluetooth. Als Betriebssystem wird Palm OS 5.4 Garnet verwendet.
- Im Mai 2005 erscheint das erste Gerät einer neuen Produktserie. Das erste Gerät von PalmOne mit Bluetooth und WLAN, LifeDrive, wird der Öffentlichkeit vorgestellt. Eine weitere Neuheit ist die integrierte 4-GB-Festplatte.
- Im Juli 2005 benennt sich PalmOne wieder in Palm um.
- Im September 2005 stellt Palm den Treo 700w vor, das erste Smartphone von Palm mit Windows Mobile als Betriebssystem.
- Im Oktober 2005 werden der TX mit Bluetooth und WLAN und der Z22 als Einstiegsmodell vorgestellt. Die Namen „Zire“ und „Tungsten“ werden nicht mehr verwendet.
- Im Januar 2006 startet der Verkauf des Treo 700w in den USA.
- Im Mai 2006 stellt Palm den Treo 700p vor, das erste Smartphone von Palm mit TV-Fähigkeiten.
- Im Oktober 2006 stellt Palm den Treo 680 vor.
- Im Mai 2007 kündigt Palm den PalmFoleo an, einen mobile companion, der ein vorhandenes Treo Smartphone um eine vollwertige Tastatur und einen größeren Bildschirm erweitert, sodass es für den Anwender einfacher ist, auf Daten zuzugreifen, im Internet zu surfen und E-Mails zu schreiben.
- Im September 2007 zieht Palm den PalmFoleo noch vor der Auslieferung der ersten Modelle wieder zurück.[6]
- Im Februar 2008 stellt Palm in Deutschland den Centro vor. Der Nachfolger des Treo 680 bietet ein deutlich kleineres Gehäuse und eine etwas verbesserte Kamera. Zudem sind die mitgelieferten Programme aktualisiert.
- Im August 2008 stellt Palm den Treo Pro vor. Der Nachfolger des Treo 750 bietet ein deutlich kleineres Gehäuse bei deutlich mehr Funktionen, wie integriertem GPS-Empfänger und WLAN, und verwendet Microsoft Windows Mobile.
- Im Januar 2009 stellt Palm auf der CES das neue Betriebssystem webOS sowie das Palm Pre, das erste Gerät mit dem neuen Betriebssystem, vor.
- Am 28. April 2010 geben Palm und Hewlett-Packard den Aufkauf von Palm durch HP bekannt.[7]
- Am 9. Februar 2011 stellt HP Palm drei neue webOS-Geräte vor: HP Veer, HP Touchpad und das HP Pre 3.[8]
- Am 18. August 2011 kündigte HP unter Führung von Léo Apotheker das Ende von Tablets und Smartphones mit webOS an.[9] Am 9. Dezember 2011 gab HPs neuer CEO Meg Whitman in Aussicht, WebOS als Open-Source-Software herauszugeben.[10][11]
- Im September 2012 kündigt die HP-Vorstandsvorsitzende Meg Whitman an, die Arbeit an Smartphones und Tablets wieder aufzunehmen, auch wenn noch keine Entscheidung über das Betriebssystem feststand.[12]
- Im Februar 2013 wurde WebOS von LG Electronics aufgekauft.[13] Der erste Fernseher mit WebOS wurde im Januar 2014 vorgestellt.[14] Er war seit Oktober 2012 entwickelt worden.[15]

## Produkte

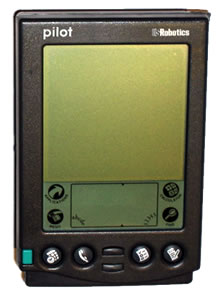
Palm Pilot 5000

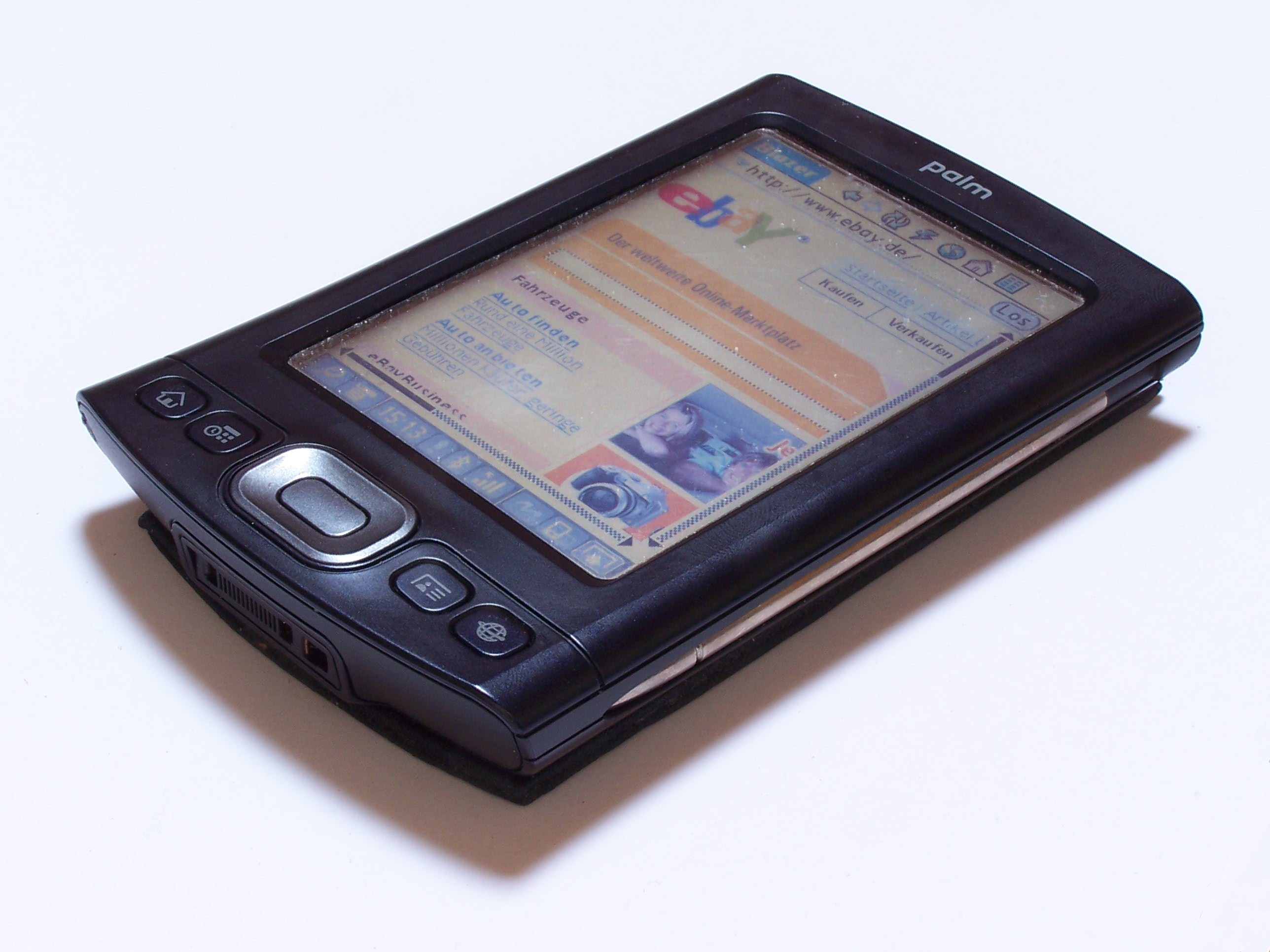
Palm T/X

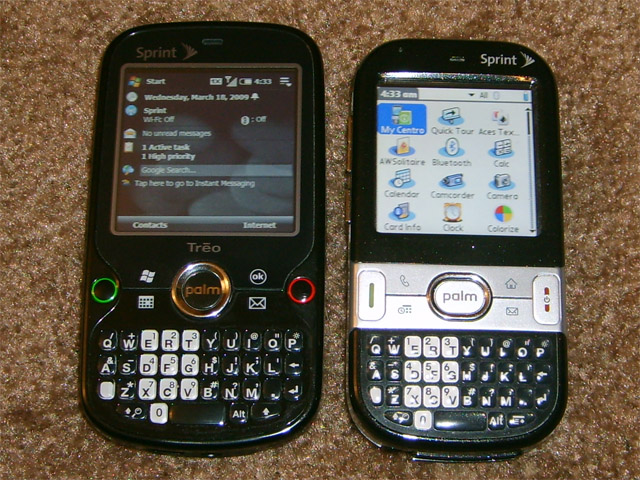
Ein Palm Centro (rechts) neben einem Trēo Pro

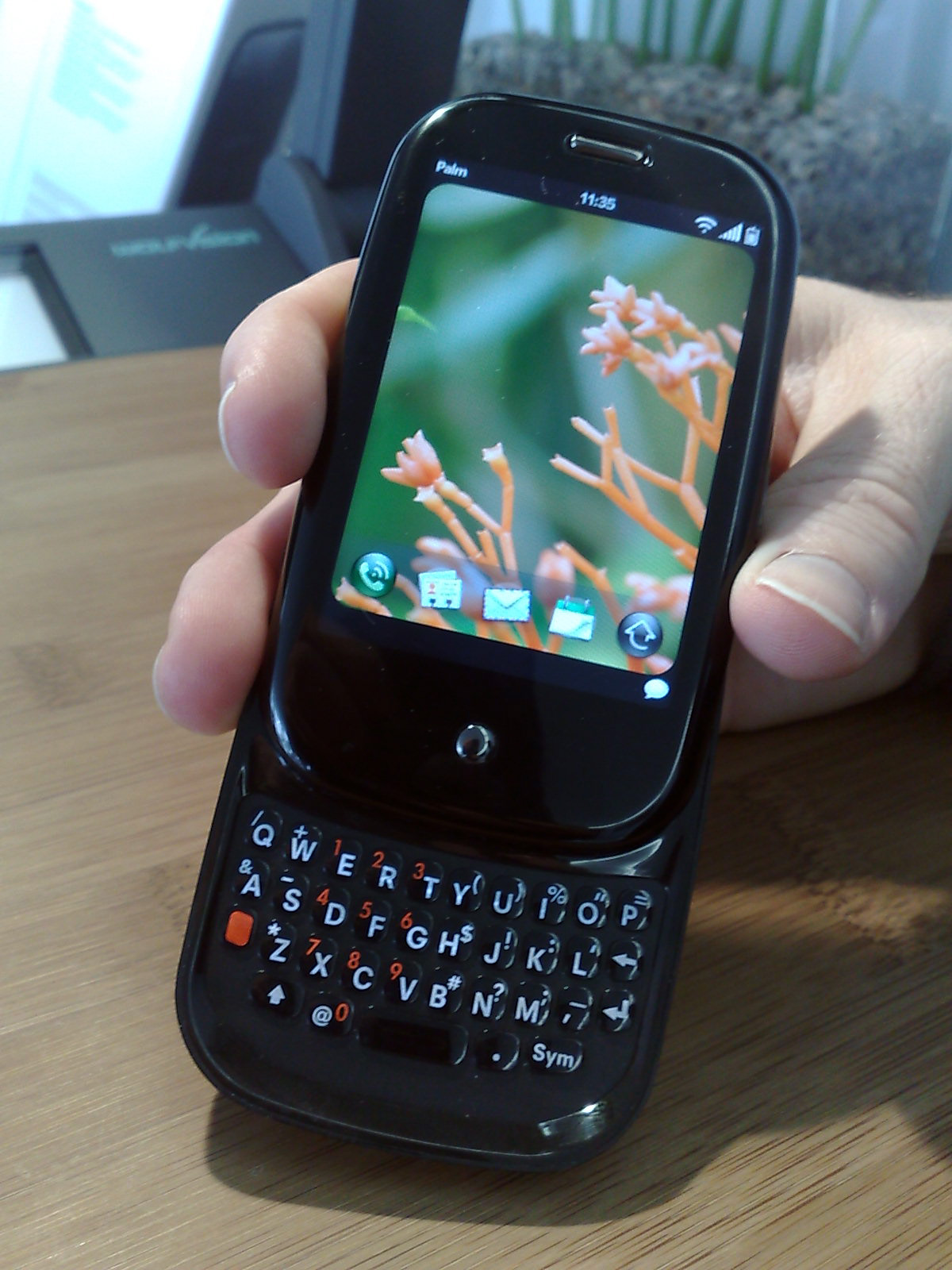
Palm Pre

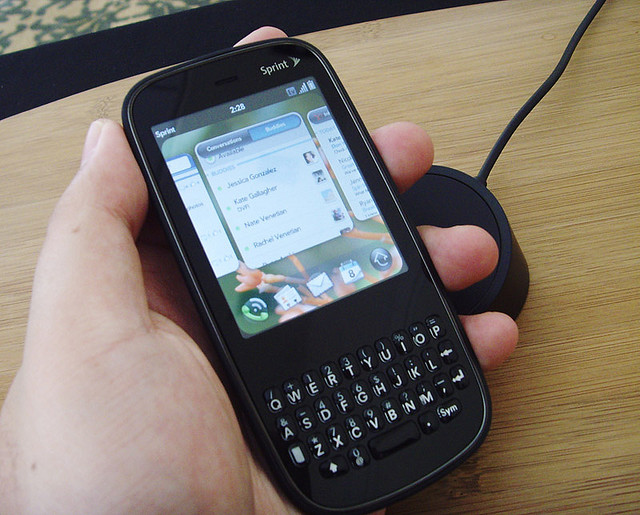
Palm Pixi

### Produkte

#### Palm Pilot-Serie
Der Palm Pilot war der erste PDA von Palm, welcher im Jahr 1996 erschien. Das Gerät war auf Stiftbedienung ausgelegt und besaß deshalb keine eigene Tastatur. Das eigens für das Gerät entwickelte Palm OS lief auf einem Motorola-Dragonball-Prozessor. Zur Verfügung standen anfangs je nach Modell zwischen 256 kB bis 512 kB RAM. Ab 1997 fertigte IBM Palm Pilots in Lizenz unter dem Namen „WorkPad“.

#### Palm m-Serie
Ende des Jahres 2000 brachte Palm das Modell m100 heraus, welcher zusammen mit dem Anfang 2001 erschienen m105 als Einsteigermodell vermarktet wurde. Die mit einem monochromen Display ausgestatteten PDAs arbeiteten wie zuvor schon die Palm Pilot Modelle mit einem Motorola Dragonball-Prozessor. Später folgten der Palm m125 und m130 mit einer höheren Taktfrequenz, einer neueren Version des PalmOS und einem farbigen Display (nur m130).

#### Palm Tungsten-Serie
Im Jahr 2002 startete Palm mit dem Tungsten T eine neue Modellreihe, die sich vorwiegend an Business-Kunden richtete. Meist waren die Modelle mit Bluetooth oder WLAN sowie mit einem hochauflösenden Bildschirm ausgestattet. Die E-Modelle innerhalb der Tungsten-Serie gehörten zur Einstiegsklasse der Businesshandhelds, während die T-, C- und W-Modelle Businessnutzer mit höheren Ansprüchen ansprechen sollten. Das letzte Produkt aus der Tungsten-Serie ist der Palm T|X, welcher mit 128 MB RAM und einem 312-MHz-XScale-Prozessor das Spitzenmodell der Reihe darstellte.

#### Palm Trēo-Serie
Die ersten Trēo-Modelle wurden noch von der Firma Handspring hergestellt. Später fusionierte Handspring mit Palm; die beiden Firmen bildeten das Unternehmen palmOne. Der überwiegende Teil der verschiedenen Trēo-Modelle verfügte über ein Telefonmodem, sodass mit diesen Geräten auch telefoniert werden konnte. Anfangs setzten sowohl Handspring als auch palmOne auf PalmOS, später gab es parallel zu dessen Nutzung auch Geräte mit Windows Mobile. Das erste Modell mit dem Betriebssystem von Microsoft war der Trēo 700w, welcher Anfang 2006 auf den Markt gebracht wurde. Das letzte Produkt aus der Trēo-Linie war der Trēo Pro, welcher 2008 erschien.

#### Palm LifeDrive
Das Palm LifeDrive ist ein PDA, welcher 2005 auf den Markt kam und als erstes Palm-Gerät WLAN und Bluetooth zusammen bot. Der verbaute ARM-Prozessor taktete mit 416 MHz. Als Betriebssystem kam PalmOS in der Version 5.4 zum Einsatz. Anders als alle anderen Handhelds besitzt dieses Gerät eine Festplatte zum Speichern von Daten, wodurch eine höhere Speicherkapazität erreicht werden konnte. Dies wirkte sich allerdings negativ auf Zugriffszeiten und Akkulaufzeit aus. Das Gerät wurde bis Anfang 2007 hergestellt.

#### Palm-Pre-Serie

##### Palm Pre
Das Palm Pre kam in den USA am 6. Juli 2009 auf den Markt. Die US-Ausgabe war als CDMA-Gerät nicht kompatibel mit europäischen Mobilfunknetzen. Eine Version des Pre als GSM/UMTS-Gerät wurde ab dem 13. Oktober 2009 von o2 in einigen europäischen Ländern, darunter Deutschland, eingeführt. Das Gerät ist dabei sowohl ohne als auch mit Vertrag erhältlich.
Auf dem Smartphone wird das von Palm entwickelte Betriebssystem webOS verwendet. Dieses wird von einem mit 500 MHz getakteten System-on-a-Chip von Texas Instruments angetrieben. Als Arbeitsspeicher stehen 256 MB RAM und als Datenspeicher 8 GB interner Flash-Speicher zur Verfügung. Im Gegensatz zu vielen anderen Smartphones besitzt der Pre eine vertikal ausfahrbare Tastatur. Der 3,1 Zoll große kapazitive Touchscreen löst mit 320×480 Pixeln auf und unterstützt Multi-Touch.

##### Palm Pre Plus
Auf der Consumer Electronics Show 2010 kündigte Palm das Pre Plus an. Dieses Gerät hat im Vergleich zu seinem Vorgänger ein leicht verändertes Design und eine bessere Verarbeitung. Außerdem wurde die Kapazität des internen Speichers auf 16 GB und des RAMs auf 512 MB jeweils verdoppelt.

##### Palm Pre 2
Im Oktober 2010 stellte HP Palm das/den Pre 2 offiziell vor. Es stellte die dritte Generation des Palm Pre dar und lief als erstes Gerät mit webOS in der Version 2.0. Der Prozessortakt wurde auf 1 GHz erhöht und die Kameraauflösung auf 5 Megapixel erhöht. Außerdem wurde das Design wieder leicht verändert. Statt der abgerundeten Oberfläche der Vorgängermodelle war beim Pre 2 eine flache Vorderseite aus besonders kratzfestem Gorilla Glass verbaut.

##### HP Pre 3
Im Februar wurde das/der Pre 3 für den Sommer 2011 offiziell angekündigt. Zu den wesentlichen Weiterentwicklungen gegenüber dem im deutschsprachigen Raum nicht vertriebenen Pre 2 gehört eine Frontkamera, welche Video-Telefonate ermöglicht, sowie ein 1,4 GHz-Prozessor.

#### Palm-Pixi-Serie

##### Palm Pixi
Im September 2009 kündigte Palm über sein Blog das Palm Pixi an.
Es fungierte als Low-Cost-Gerät und richtete sich vor allem an Smartphone-Einsteiger. Das Display ist mit 2,6 Zoll etwas kleiner als der des Palm Pre und löst 320 × 400 Pixel auf. Im Gegensatz zum Pre unterstützt das Pixi kein WLAN. Das Gerät ist nur über den amerikanischen Mobilfunkanbieter Sprint verfügbar.

##### Palm Pixi Plus
Auf der Consumer Electronics Show 2010 kündigte Palm das Pixi Plus mit WLAN an. Außerdem gibt es die Möglichkeit, das Pixi Plus in einen WLAN-Hot Spot für bis zu fünf Geräte gleichzeitig zu verwandeln.

#### HP Veer
Zeitgleich mit dem Pre 3 wurde das HP Veer mit einem 800-MHz-Prozessor und einem Display mit 2,6 Zoll Diagonale angekündigt. Es hat wie das Pre eine ausziehbare QWERTZ-Tastatur und soll das Pixi ersetzen.

#### HP TouchPad
Ebenfalls im Februar 2011 kündigte HP das TouchPad für Sommer 2011 an. Das TouchPad ist ein Tablet mit einem 9,7-Zoll-Display und einem Dual-Core-Prozessor mit 1,2 GHz, welches unter WebOS läuft.

## Kritik
Im Jahr 2001 verschickten US-Anwälte in Palms Auftrag Briefe an Betreiber von Internetseiten, die das Wort „Palm“ in ihrer URL verwendeten. 2008 mussten mehrere Softwareentwickler ihre Websites in den USA umbenennen. Das deutsche PalmWiki konnte nach Einigung mit Palm den Namen behalten.